# V348 Большой Медведицы
V348 Большой Медведицы (лат. V348 Ursae Majoris) — одиночная переменная звезда в созвездии Большой Медведицы на расстоянии (вычисленном из значения параллакса) приблизительно 15560 световых лет (около 4771 парсека) от Солнца. Видимая звёздная величина звезды — от +14,12m до +13,4m.

## Характеристики
V348 Большой Медведицы — пульсирующая переменная звезда типа RR Лиры (RRAB).